# Itzstedt
Itzstedt est une commune d'Allemagne située dans l'arrondissement de Segeberg dans le Schleswig-Holstein. Elle est le siège de l'Amt Itzstedt.

## Histoire
La commune a été mentionnée pour la première fois dans un document officiel en 1317.

Situation d'Itzstedt